# Jan Hollak
Johannes Hermanus Antonius (Jan) Hollak (Zwolle, 20 juli 1915 - Amsterdam, 5 augustus 2003) was een Nederlandse filosoof.
Hij studeerde culturele antropologie en filosofie te Amsterdam, Gent en Leuven. In 1946 werd hij wetenschappelijk medewerker en later ook assistent van prof. Hendrik Josephus Pos, aan de Universiteit van Amsterdam. In 1962 promoveerde hij aan de Katholieke Universiteit Leuven bij Alphonse De Waelhens summa cum laude op een dissertatie, die in artikelvorm verscheen in het Tijdschrift voor Filosofie. Hollak, die ook geboeid was door de moderne schilderkunst, doceerde in de jaren zestig ook aan de Rijksacademie voor Beeldende Kunsten een tijdlang filosofie. In 1965 werd hij benoemd tot hoogleraar aan de Radboud Universiteit Nijmegen (geschiedenis van de moderne filosofie); een jaar later tevens aan de Universiteit van Amsterdam (metafysica en kennisleer). Zijn afscheidscollege hield hij in 1986 in Nijmegen.

## Denken
Hollak heeft één boek geschreven, en ook het aantal artikelen hield hij beperkt. Daar staat tegenover dat de actieradius van zijn filosoferen groot was, juist vanwege het lesgeven. Hij doceerde al filosoferend en trok een groot gehoor. Onder zijn toehoorders bevonden zich zowel studenten die kennis wilden opdoen van het marxisme en dialectiek wilden leren, alsook zulke die geïnteresseerd waren in de neoscholastiek. Hollak verenigde beide studies in zich: hij was geworteld in het thomisme, maar zijn Hegelianisme mocht ook niet gehinderd worden door zijn katholicisme. In feite doceerde hij de hele geschiedenis van de westerse filosofie, in het bijzonder de moderne.

## Uitspraak
- De man was geen filosoof, maar een filosofisch medium. Door hem sprak de filosofie. (A.F.Th. van der Heijden over een op Hollak geënt personage.[1])

## Publicaties
Zijn redes en artikelen zijn te vinden in de bundel Denken als bestaan, in 2010 uitgegeven door Budel.
Doctoraatsthesis:
- De structuur van Hegels wijsbegeerte (1962)

Redes:
- Van causa sui tot automatie (Oratie, Nijmegen, 1966)
- Afscheidscollege (Nijmegen, 1986)

## Geraadpleegde literatuur
- Fons Elders, Filosofie als science-fiction: interviews en een enquête (Amsterdam, 1968)
- Denken als bestaan. Het werk van Jan Hollak (Budel, 2010)